# 장철 (조선)
장철(張哲,? ~ 1399년)은 조선 초의 문신이다. 의주만호 장열(張烈)[고려사에는 張侶]의 손자
1398년(태조 7) 중추원부사가 되고 그해 이방원(李芳遠)을 도와 세자인 방석(芳碩)을 보필하고 있던 정도전(鄭道傳)·남은(南誾) 등을 살해하고, 방석의 난을 평정하는 데 협력한 공으로 정사공신(定社功臣) 2등에 책록되었다.